# Otisstraße (métro de Berlin)
Otisstraße est une station de la ligne 6 du métro de Berlin, dans le quartier de Reinickendorf.

## Histoire
La station ouvre le 31 mai 1958 sous le nom de "Seidelstraße (Flugplatz Tegel)" puis est baptisé en 1961 "Flughafen Tegel". Elle porte son nom actuel depuis 2003.
Dans Otisstraße, se trouve le siège allemand de la célèbre entreprise américaine d'ascenseurs qui fournit le métro de Berlin.
La station dispose d'une plate-forme centrale entièrement couvert.

## Correspondances
La station de métro est en correspondance avec des stations d'omnibus de la Berliner Verkehrsbetriebe.